# 暗冕鹪莺
暗冕鹪莺（学名：Prinia rufescens）又称暗冕山鹪莺，为鶲科鹪莺属的鸟类。该物种的模式产地在缅甸。

## 亚种
- 暗冕鹪莺指名亚种（学名：Prinia rufescens rufescens）。在中国大陆，分布于贵州、云南、西藏等地。该物种的模式产地在缅甸。[2]